# Heinrich Hlasiwetz

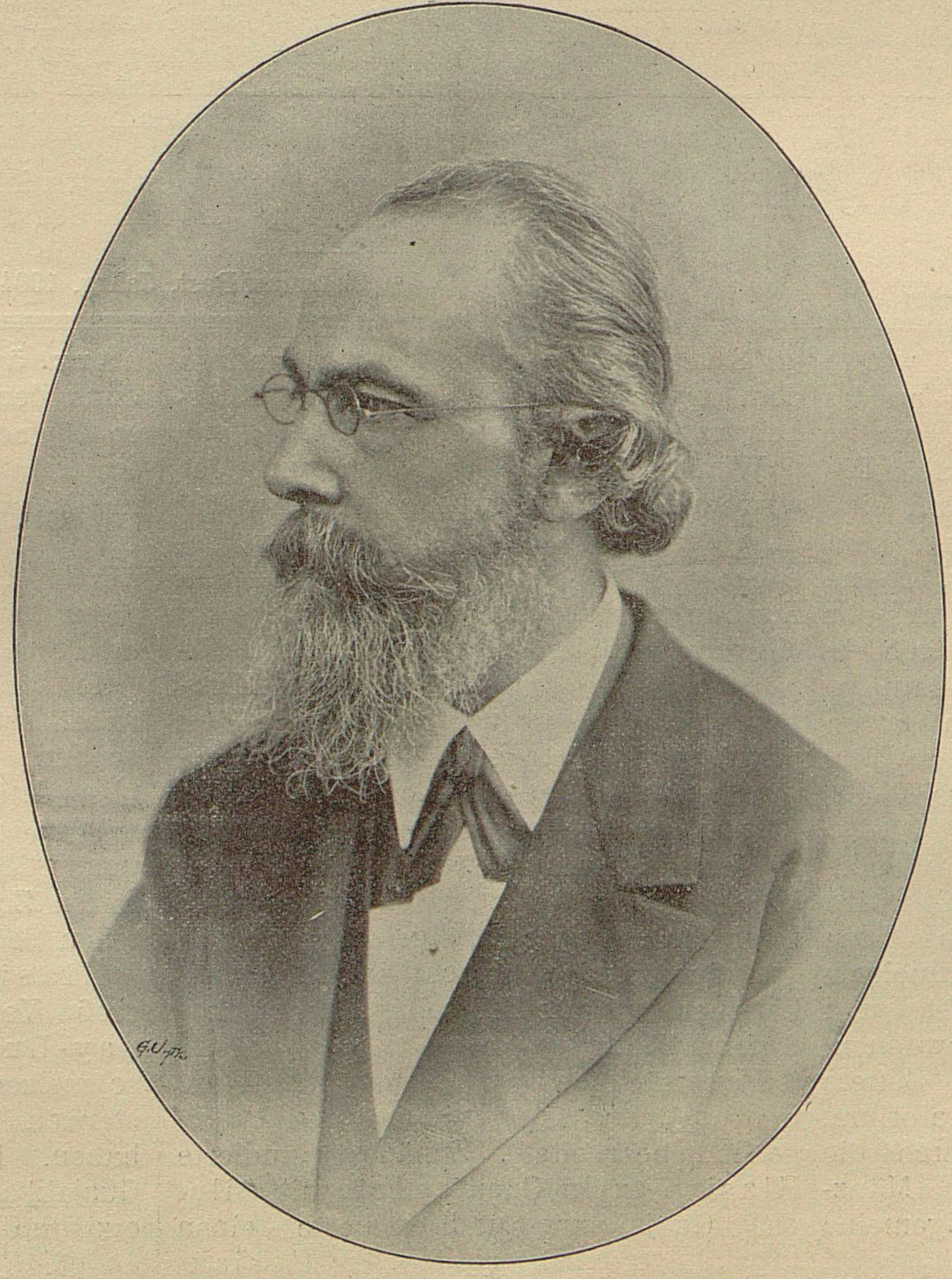
Heinrich Hlasiwetz

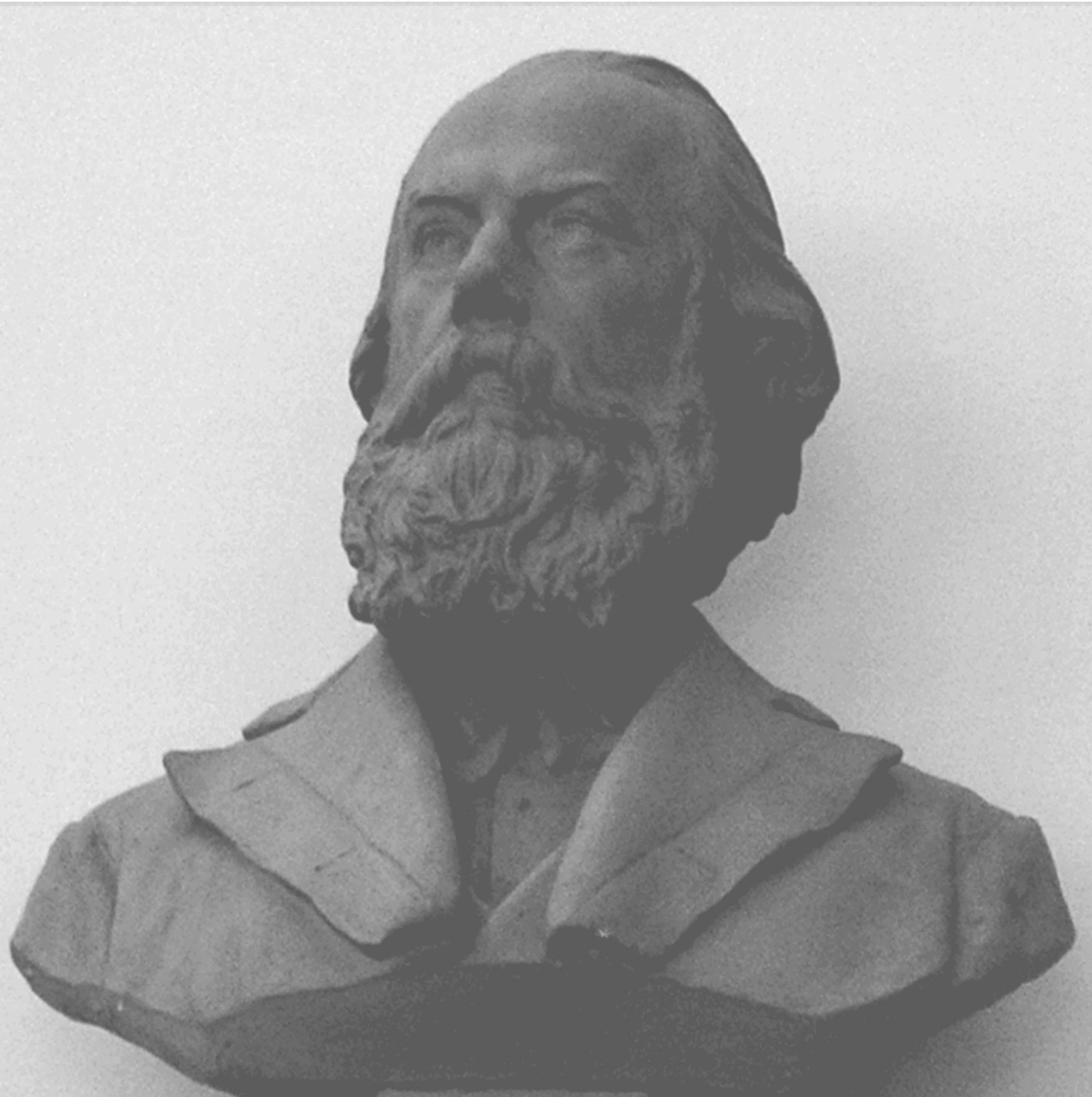
Büste in der TU Wien

Heinrich Hermann Hlasiwetz (* 7. April 1825 in Reichenberg, Böhmen; † 8. Oktober 1875 in Wien) war ein österreichischer Chemiker. 

## Leben
Heinrich Hlasiwetz erlernte die Pharmazie, studierte darauf an den Universitäten Jena, Wien und Prag, wurde 1849 Assistent Friedrich Rochleders, 1851 außerordentlicher und 1854 ordentlicher Professor für Chemie an der Universität Innsbruck.
Hier errichtete er ein chemisches Laboratorium und wirkte mit großem Erfolg als Lehrer und Forscher. 1867 folgte er einem Ruf als Professor der chemischen Technologie an der Technischen Hochschule in Wien, und 1869 vertauschte er diese Lehrkanzel mit der für allgemeine Chemie.
Er wurde im Studienjahr 1872/73 zum Rektor der Technischen Hochschule Wien gewählt und übernahm 1873 das Referat für technische Hochschulen im Unterrichtsministerium.
Hlasiwetz hat ungemein zahlreiche Untersuchungen, namentlich auf dem Gebiet der organischen Chemie, geliefert. Besonders bemerkenswert sind seine Arbeiten über Buchenteerkreosot, Harze, Gerbsäuren, Phloroglucin, über Alkaloide, Zuckerarten und Eiweiße. Er starb in Wien, kurz nachdem er die Baronesse Antershofen geheiratet hatte. Sein Schüler Ludwig Barth zu Barthenau erhielt das Angebot für diese Stellung an der  Technischen Universität, er entschied sich jedoch für die Nachfolge von Franz von Schneider an der Universität Wien.
Einer seiner Vorfahren, Philipp Hlasiwetz, war der Schwiegersohn von Ignaz Kittel, einem Verwandten von Johann Josef Kittel, und hatte dessen Apotheke am Markt in Reichenberg übernommen.